# Лауреаты Государственной премии Украины в области науки и техники (1973)
Лауреаты Государственной премии Украины в области науки и техники 1973 года — перечень награждённых государственной наградой Украинской ССР, присужденной в 1973 году за достижения в науке и технике.
На основании представления Комитета по Государственным премиям Украины в области науки и техники Центральный Комитет Компартии Украины и Совет Министров Украинской ССР вышло Постановление № 578 от 22 декабря 1973 г. «О присуждении Государственных премий Украины в области науки и техники в 1973 году»

## Лауреаты
| Премированная работа | Лауреаты                               | кратко про лауреата |
| --- | -------------------------------------- | --- |
| «Монография „Гистофизиология гипоталамо-гипофизарной системы“»                                                                                 | Алёшин, Борис Владимирович             | доктор биологических наук, профессор, заведующий кафедры Харьковского медицинского института                                                              |
| "Учебник «Автоматические измерения и приборы (аналоговые и цифровые), стереотипное издание 1971 и 1973 годов»                                  | Орнатский, Пётр Павлович               | доктор технических наук, профессор, заведующий кафедры Киевского политехнического института имени 50-летия Великой Октябрьской социалистической революции |
| «Учебник „Аналитическая химия“, опубликованный в 1969 году»                                                                                    | Пилипенко, Анатолий Терентьевич        | член-корреспондент АН УССР, проректор Киевского государственного университета им. Т. А. Шевченко                                                          |
| «Учебник „Аналитическая химия“, опубликованный в 1969 году»                                                                                    | Пятницкий, Игорь Владимирович          | доктор химических наук, профессор, заведующий кафедрой Киевского государственного университета имени Т. Шевченко                                          |
| «Учебник „Аналитическая химия“, опубликованный в 1969 году»                                                                                    | Жаровский, Фроим Гершкович (посмертно) | доктор химических наук, профессор |
| «Работа „Магнитострикционные линии задержки как элемент памяти“»                                                                               | Елпидина, Галина Михайловна            | старший инженер Киевского института автоматики Министерства приборостроения и средств автоматизации и систем управления                                   |
| «Работа „Магнитострикционные линии задержки как элемент памяти“»                                                                               | Прокофьев, Анатолий Анатольевич        | старший инженер Института автоматики Министерства приборостроения и средств автоматизации и систем управления                                             |
| «Работа „Магнитострикционные линии задержки как элемент памяти“»                                                                               | Волошин, Пётр Акимович                 | старший инженер Института автоматики Министерства приборостроения и средств автоматизации и систем управления                                             |
| «Работа „Магнитострикционные линии задержки как элемент памяти“»                                                                               | Степко, Демьян Павлович                | руководитель группы Института автоматики Министерства приборостроения и средств автоматизации и систем управления                                         |
| «Работа „Магнитострикционные линии задержки как элемент памяти“»                                                                               | Соколов, Эдуард Иванович               | заведующий сектором Института автоматики Министерства приборостроения и средств автоматизации и систем управления                                         |
| «Работа „Магнитострикционные линии задержки как элемент памяти“»                                                                               | Сухомлинов Максим Максимович           | кандидат технических наук, доцент, заведующий лабораторией Института автоматики Министерства приборостроения и средств автоматизации и систем управления  |
| «Работа „Магнитострикционные линии задержки как элемент памяти“»                                                                               | Тимофеев, Борис Борисович              | член-корреспондент АН УССР, директор Института автоматики Министерства приборостроения и средств автоматизации и систем управления руководитель работы    |
| «Разработка и внедрение новой технологии и комплекса машин для ремонта железнодорожных вагонов»                                                | Медведев, Борис Абрамович              | начальник службы вагонного хозяйства Управления Донецкой железной дороги                                                                                  |
| «Разработка и внедрение новой технологии и комплекса машин для ремонта железнодорожных вагонов»                                                | Коломиец, Николай Васильевич           | начальник отдела Ясиноватского отделения Донецкой железной дороги                                                                                         |
| «Разработка и внедрение новой технологии и комплекса машин для ремонта железнодорожных вагонов»                                                | Губенко, Николай Дмитриевич            | слесарь вагонного депо Ясиноватая Донецкой железной дороги                                                                                                |
| «Разработка и внедрение новой технологии и комплекса машин для ремонта железнодорожных вагонов»                                                | Волощенко, Николай Карпович            | старший инженер вагонного депо Донецк Донецкой железной дороги                                                                                            |
| «Разработка и внедрение новой технологии и комплекса машин для ремонта железнодорожных вагонов»                                                | Криста, Иван Игнатович                 | мастер цеха вагонного депо Дебальцево Донецкой железной дороги                                                                                            |
| «Разработка и внедрение новой технологии и комплекса машин для ремонта железнодорожных вагонов»                                                | Колейко, Савва Пантелеймонович         | мастер бригады вагонного депо Дебальцево Донецкой железной дороги                                                                                         |
| «Цикл работ „Многомерная проблема Минковского и её обобщения“»                                                                                 | Погорелов, Алексей Васильевич          | член-корреспондент АН СССР, академик АН СССР, заведующий отделом Физико-технического института низких температур Академии наук УССР                       |
| «Физико-технические и прикладные разработки основ некогерентной оптоэлектроники»                                                               | Антощенко, Анатолий Андреевич          | заместитель начальника Специального проектно-конструкторского и технологического бюро реле и автоматики                                                   |
| «Физико-технические и прикладные разработки основ некогерентной оптоэлектроники»                                                               | Гаприндашвили, Ханзерифа Ильинична     | кандидат технических наук, старший научный сотрудник, заведующий отделом Института кибернетики Академии наук Грузинской ССР                               |
| «Физико-технические и прикладные разработки основ некогерентной оптоэлектроники»                                                               | Смовж, Анатолий Кузьмич                | кандидат технических наук, младший научный сотрудник Института полупроводников Академии наук УССР                                                         |
| «Физико-технические и прикладные разработки основ некогерентной оптоэлектроники»                                                               | Зюганов, Александр Николаевич          | кандидат технических наук, старший научный сотрудник Института полупроводников Академии наук УССР                                                         |
| «Физико-технические и прикладные разработки основ некогерентной оптоэлектроники»                                                               | Олексенко, Павел Феофанович            | кандидат технических наук, старший научный сотрудник, заведующий лабораторией Института полупроводников Академии наук УССР                                |
| «Физико-технические и прикладные разработки основ некогерентной оптоэлектроники»                                                               | Власенко, Наталья Андреевна            | кандидат физико-математических наук, старший научный сотрудник, заведующий отделом Института полупроводников Академии наук УССР                           |
| «Физико-технические и прикладные разработки основ некогерентной оптоэлектроники»                                                               | Свечников, Сергей Васильевич           | доктор технических наук, профессор, заведующий сектором Института полупроводников Академии наук УССР, руководитель работы                                 |
| «Создание цельносварного телевизионной башни высотой 380 метров в г. Киеве»                                                                    | Котенко, Василий Павлович              | бригадир-монтажник Киевского специализированного управления треста «Центральстальконструкция»                                                             |
| «Создание цельносварного телевизионной башни высотой 380 метров в г. Киеве»                                                                    | Павловский, Владимир Фомич             | главный инженер треста «Центральстальконструкция» |
| «Создание цельносварного телевизионной башни высотой 380 метров в г. Киеве»                                                                    | Ковтуненко, Виктор Алексеевич          | руководитель группы, работник Института электросварки имени Е. О. Патона                                                                                  |
| «Создание цельносварного телевизионной башни высотой 380 метров в г. Киеве»                                                                    | Новиков, Владимир Иванович             | кандидат технических наук, старший научный сотрудник Института электросварки имени Е. О. Патона                                                           |
| «Создание цельносварного телевизионной башни высотой 380 метров в г. Киеве»                                                                    | Соломенко, Арест Николаевич            | начальник участка Государственного проектного института «Укрпроектстальконструкция»                                                                       |
| «Создание цельносварного телевизионной башни высотой 380 метров в г. Киеве»                                                                    | Калиничев, Александр Иванович          | главный специалист отдела Государственного проектного института «Укрпроектстальконструкция»                                                               |
| «Создание цельносварного телевизионной башни высотой 380 метров в г. Киеве»                                                                    | Затуловский, Исаак Григорьевич         | начальник отдела Государственного проектного института «Укрпроектстальконструкция»                                                                        |
| «Создание цельносварного телевизионной башни высотой 380 метров в г. Киеве»                                                                    | Шумицкий, Олег Иванович                | заместитель главного инженера Государственного проектного института «Укрпроектстальконструкция»                                                           |
| «Создание цельносварного телевизионной башни высотой 380 метров в г. Киеве»                                                                    | Дзюба, Иван Матвеевич                  | электросварщик Киевского специализированного управления треста «Центральстальконструкция»                                                                 |
| «Разработка теоретических основ металлогении докембрия Украинского щита и составлению металлогенической и прогнозной карты Украины и Молдавии» | Кирикилица Семён Иванович              | кандидат геолого-минералогических наук, главный инженер треста «Артемгеология»                                                                            |
| «Разработка теоретических основ металлогении докембрия Украинского щита и составлению металлогенической и прогнозной карты Украины и Молдавии» | Кальная Мария Мусиевна                 | старший геолог треста «Киевгеология» |
| «Разработка теоретических основ металлогении докембрия Украинского щита и составлению металлогенической и прогнозной карты Украины и Молдавии» | Галецкий, Леонид Станиславович         | кандидат геолого-минералогических наук, начальник Центральной металлогенической партии, работник треста «Киевгеология»                                    |
| «Разработка теоретических основ металлогении докембрия Украинского щита и составлению металлогенической и прогнозной карты Украины и Молдавии» | Стучало, Анастасий Павлович            | главный геолог треста «Киевгеология» |
| «Разработка теоретических основ металлогении докембрия Украинского щита и составлению металлогенической и прогнозной карты Украины и Молдавии» | Расточинський, Сергей Васильевич       | начальник отдела треста"Киевгеология" |
| «Разработка теоретических основ металлогении докембрия Украинского щита и составлению металлогенической и прогнозной карты Украины и Молдавии» | Борисенко, Сергей Трофимович           | кандидат геолого-минералогических наук, Главгеологоразведки Министерства геологии УССР                                                                    |
| «Разработка теоретических основ металлогении докембрия Украинского щита и составлению металлогенической и прогнозной карты Украины и Молдавии» | Скаржинский, Всеволод Игоревич         | доктор геолого-минералогических наук, старший научный сотрудник, заведующий отделом Института геохимии и физики минералов Академии наук УССР              |
| «Разработка теоретических основ металлогении докембрия Украинского щита и составлению металлогенической и прогнозной карты Украины и Молдавии» | Каляев, Григорий Иванович              | доктор геолого-минералогических наук, профессор, заведующий отделом Института геохимии и физики минералов Академии наук УССР                              |
| «Разработка теоретических основ металлогении докембрия Украинского щита и составлению металлогенической и прогнозной карты Украины и Молдавии» | Белевцев, Яков Николаевич              | академик АН УССР, заведующий отделом Института геохимии и физики минералов, Академии наук УССР                                                            |
| «Разработка теоретических основ металлогении докембрия Украинского щита и составлению металлогенической и прогнозной карты Украины и Молдавии» | Семененко, Николай Пантелеймонович     | академик АН УССР, директор Института геохимии и физики минералов, Академии наук УССР                                                                      |